# Ріа

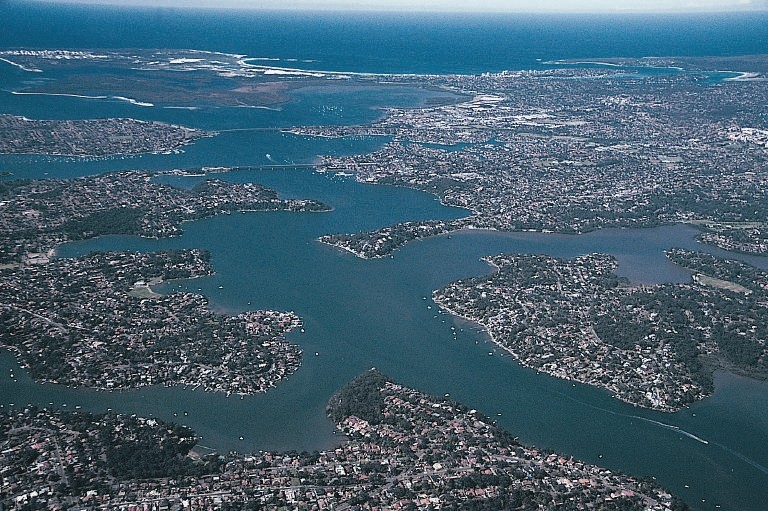
Річка Джорджес, у південному передмісті Сіднею (Австралія) є ріа (затоплена річкова долина). Глибоко порізана форма ріа відображає дендричний малюнок водостоку, що існував до підйому вод Світового океану, які затопили долину.

Ріас, ріа (гал. ría) — берегова заглибина, сформована частковим зануренням нельодовикової річкової долини або гирла річки, і яка залишилась відкритим до моря/океану. Як правило, рії мають дендричну, схожу на дерево форму, хоча можуть бути і прямі, без суттєвих «гілок» (рукавів). Ця дендрична форма є надбанням дендричного малюнку водостоку затопленої річкової долини. Затоплення річкових долин вздовж берегової лінії і формування рій має наслідком надзвичайно нерівне та вирізане узбережжя. Часто в наявності острови, які є верхівками пагорбів, що існували до затоплення.
Ріасове узбережжя — тип узбережжя, яке складається з декількох паралельних рій, які відділені одна від одної хребтами, які видаються вглиб на сушу. Зміна рівня моря, яка спричинила занурення річкової долини, може бути або евстатичною (коли зростає рівень Світового океану), або ізостатичною (коли занурюється місцева земля). Результатом часто є великий естуарій у гирлі відносно невеликої річки (інакше осади швидко замулять рію). Кінгсбріджський естуарій в Девоні, Велика Британія, є екстремальним прикладом, коли ріа сформувала естуарій непропорційний до розміру річки, оскільки в нього не впадає жодної суттєвої річки, лише ряд невеликих струмків.

## Етимологія
Слово ріа (ría) походить з галісійської мови та пов'язано зі словом ріо (río, тобто «річка»). Рії присутні вздовж всього галісійського узбережжя. Початково, термін використовувався лише для затоплених річкових долин, вирізаних паралельно до структури корінних порід, які були під прямим кутом до берегової лінії. Однак, визначення рії було пізніше розширено на інші затоплені річкові долини, незалежно від структури корінних порід. Деякий час, європейські геоморфологи включали до рій будь-яке широке естуарне гирло річки, включно з фіордами, які є довгими, вузькими затоками з крутими сторонами або скелями, які утворились у долині, викарбуваній льодовиковою діяльністю. Однак сучасне й переважне використання цього терміна геологами та геоморфологами обмежується використанням виключно для нельодовикових затоплених річкових долин, а отже, виключає класифікацію фіордів як рій.

## Приклади
Європа
- Португалія: Ріа де Авейру в Авейру, and Ріа Формоза у східному Алгарве.
- Атлантичне узбережжя Іспанії

- Галісія:
  - Ріас Байхас (гал. Rias Baixas, тобто «Нижні Рії»), що включають Ріа Віго, Ріа Понтеведра, Ріа де Аруса, Ріа Мурос та Нойя, Ріа Коркубіон, Сее та Ріа де Алдан.
  - та Ріас Алтас (гал. Rias Altas, тобто «Верхні Рії»), які включають Ріа А-Корунья, Ріа Арес та Бетансос, Ріа Седейра, Ріа О Баркеро, Ріа Ферроль, Ріа Ортігейра, Ріа Вівейро, Ріа Фос та Ріа Рібадео.

- Астурія: Ріа Авілес, Ріа Рібадео, Ріа Навіа, Ріа Вільявісьйоса, Ріа Рібадеселья, Ріа Льянес, Ріа Тіна Майор.

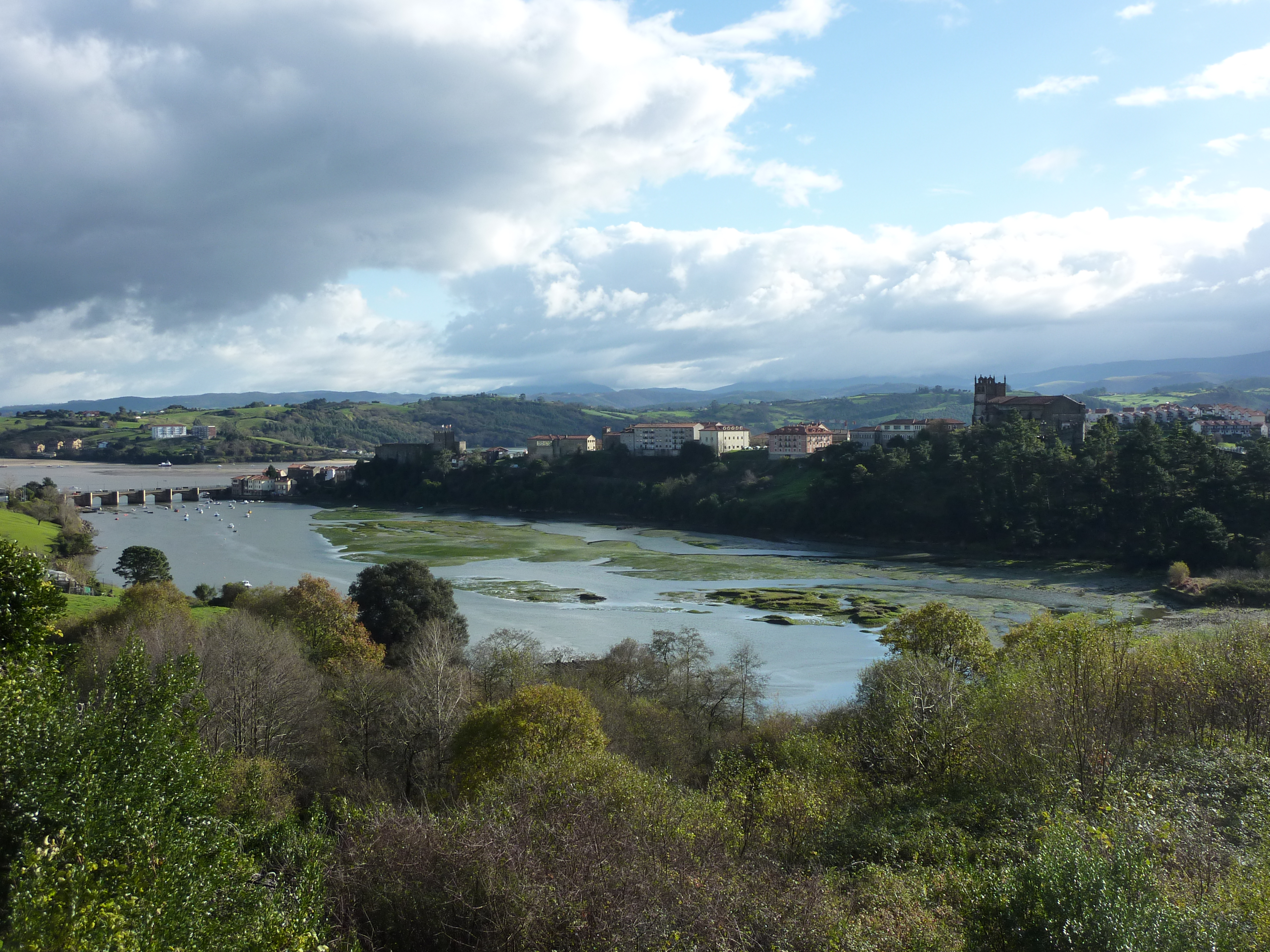
Ріа Сан-Вісенте-де-ла-Баркера в Кантабрія, Іспанія

- Кантабрія: Ріа Тіна Майор, Ріа Тіна Менор, Ріа де Сан-Вісенте-де-ла-Баркера, Ріа ла Рабіа, Ріа Сан Мартін де ла Арена, Ріа Mogro, Ріа Солія, Ріа Кармен, Ріа Бо, Ріа Тіхеро, Ріа Кубас, Ріа Ахо, Ріа Кабо Куехо, Ріа Трето, Ріа Оріньон.
- Країна Басків: Ріа де Більбао (спільне гирло річок Нервьйон, Ібаізабал та Кадагуа).
- Андалусія: Ріа Каррерас, Ріа Уельва у гирл річок Од'єль and Тінто.

- Бретань: Рії у північній Бретані називають абер (фр. Abers); Абер Врак (48°35′59″ пн. ш. 4°32′58″ зх. д. / 48.599807° пн. ш. 4.549376° зх. д.), Абер Бенуа (48°33′46″ пн. ш. 4°34′48″ зх. д. / 48.562747° пн. ш. 4.579905° зх. д.), Абер Ілду (48°28′22″ пн. ш. 4°44′59″ зх. д. / 48.472649° пн. ш. 4.749602° зх. д.).
- Уельс: Мілфорд Хавен Вотервей в Пембрукширі.
- Англія: південний берег Англії є тонучою береговою лінією, яка містить багато рій. Деякі з них: Портсмуська гавань, Лангстоунська гавань, Чичестерська гавань, Паґемська гавань, Саутгемптон Уотер, Пулська гавань, естуарії річок Екс, Тейн та Дарт, Кінгсбріджський естуарій та Плімут Саунд в Девоні, та естуарії річок Фой та Фал в Корнуолі.
- Хорватія: Лімський канал
- Чорногорія: Которська затока

Африка
- Кенія: Гавань Кіліндіні (глибока протока між островом Момбаса та суходолом Південного берега).

Азія
- Берег Санріку в Північній Японії (східний Берег острова Хонсю, включно з містом Сендай, префектурами Міяги та Івате) є ріа-узбережжям, що підсилює тут руйнівну силу цунамі.
- Берег північно-західної частини Японського моря (корейці називають цю частину Південним морем) та східний берег (сторона Корейського півострова) Жовтого моря: тут рії сформовані підняттям рівня Світового океану після льодовикового періоду.

Океанія

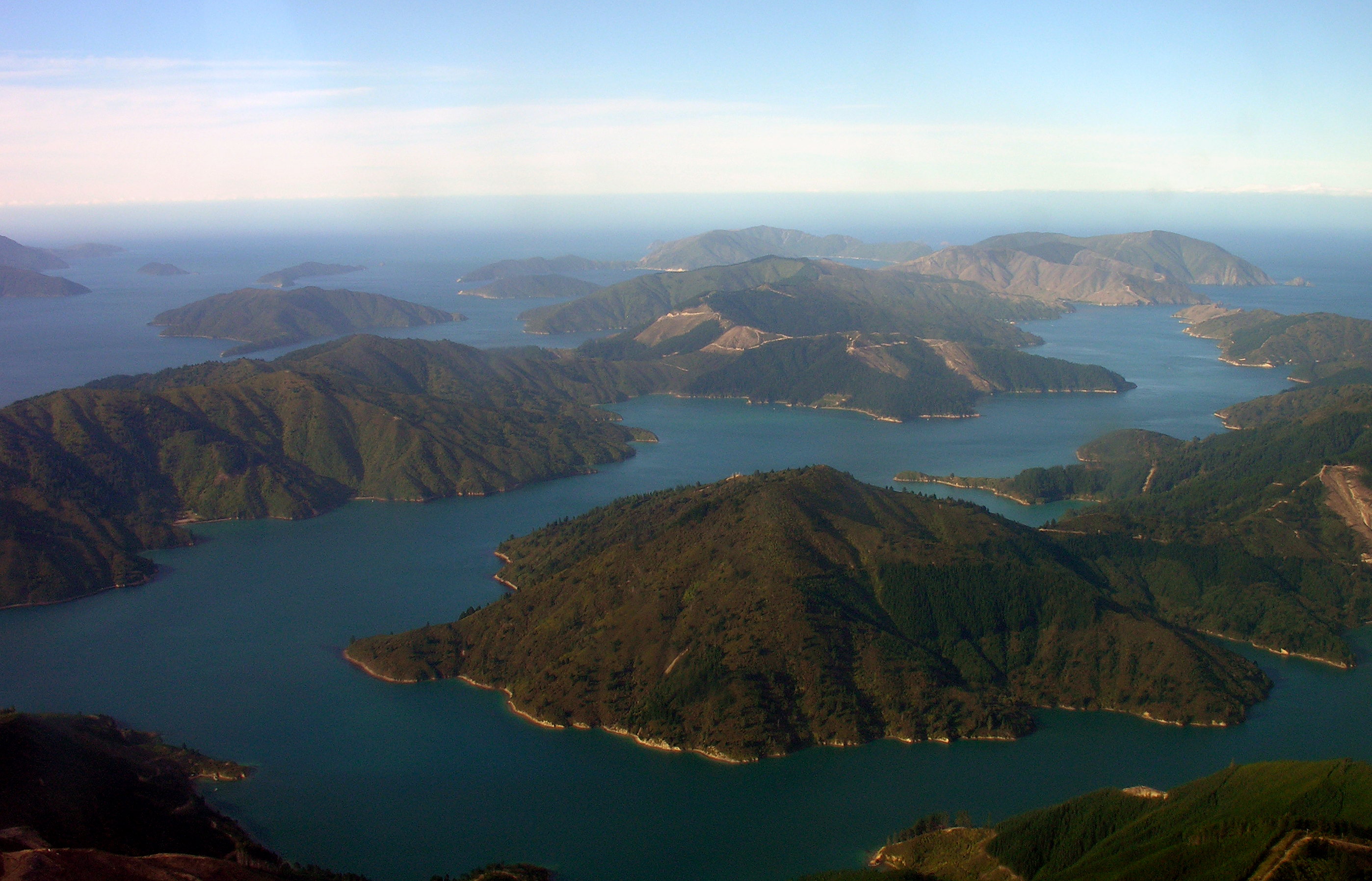
Протока Торі, Марлборо Саундс, Нова Зеландія

- Папуа Нова Гвінея: Рії, сформовані лавовими, а не льодовиковими потоками, можна побачити біля міста Туфі на місі Нельсон, провінції Оро.
- Австралія: на східному берегу є декілька рій довкола Сіднею, включно з річкою Джорджес, Порт-Хакінг та Порт-Джексон.
- Нова Зеландія: на східних берегах Північного острову є безліч рій різного розміру, натомість на його західній стороні їх менше, але вони більші; найбільшою в країні є затока Кайпара, а затока Хокіанга, далі на північ, має історичне значення для маорі. Марлборо Саундс на північному кінці Південного острову сформовані великою мережею рій.

Північна Америка
- США: Ріами є

- на східному узбережжі США — затока Наррагансетт, Чесапікська затока, Чарльстонська гавань, Делаверська затока, та південна частина (естуарій) річки Гудзон;
- на тихоокеанському узбережжі — затока Сан-Франциско, та затока Віллапа і гавань Грея в штаті Вашингтон.

- Канада: гавань Шарлоттаун, Острів Принца Едварда

Південна Америка
- Аргентина: в Патагонії на березі провінції Санта-Крус Атлантичного океану, є ріа Десеадо.